# Urs Graf

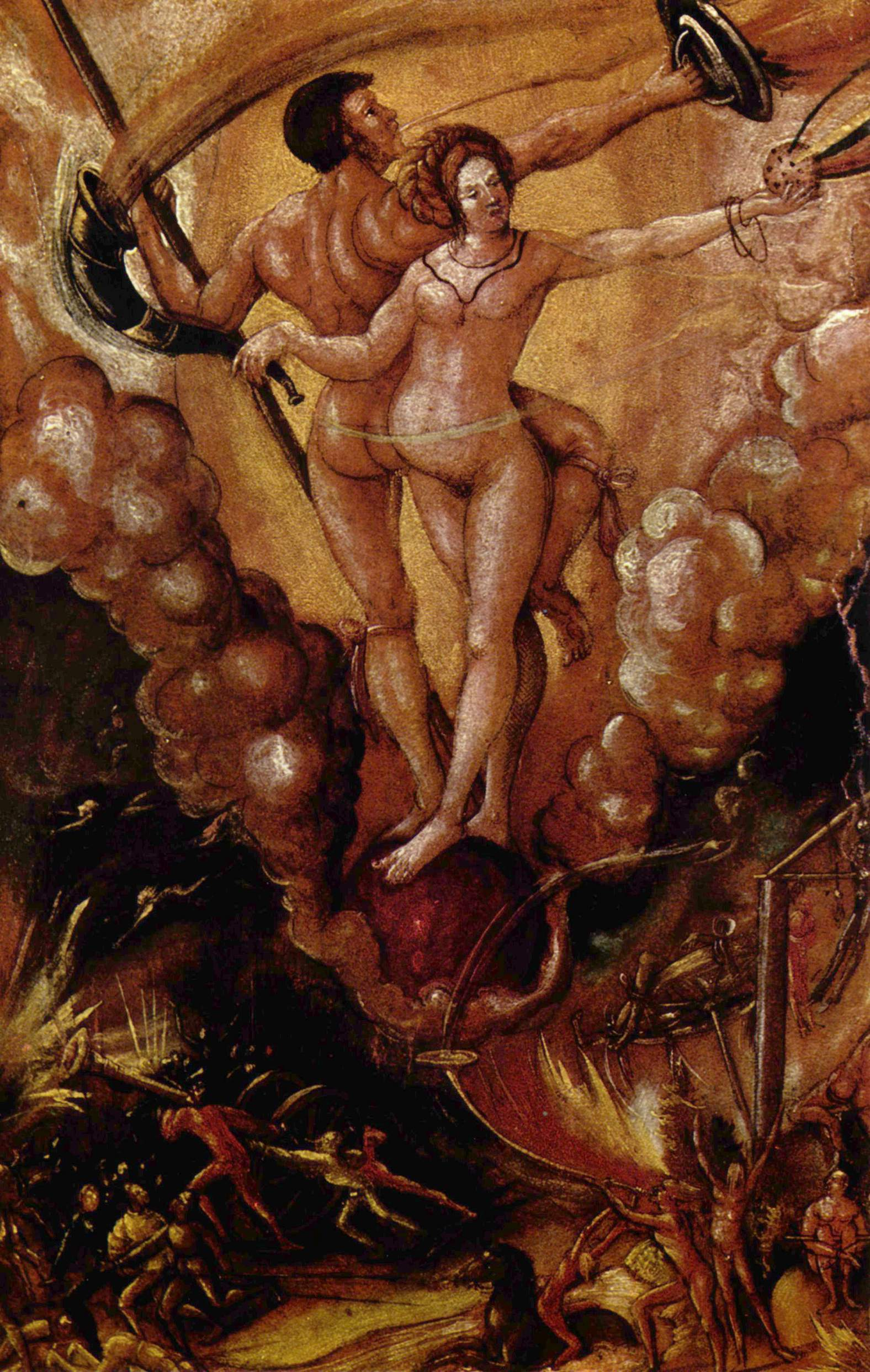
Urs Graf, L'esercito selvaggio (circa 1520)

Urs Graf (Soletta, 1485 circa – Basilea, 1529 circa) è stato un pittore e incisore svizzero.

## Biografia

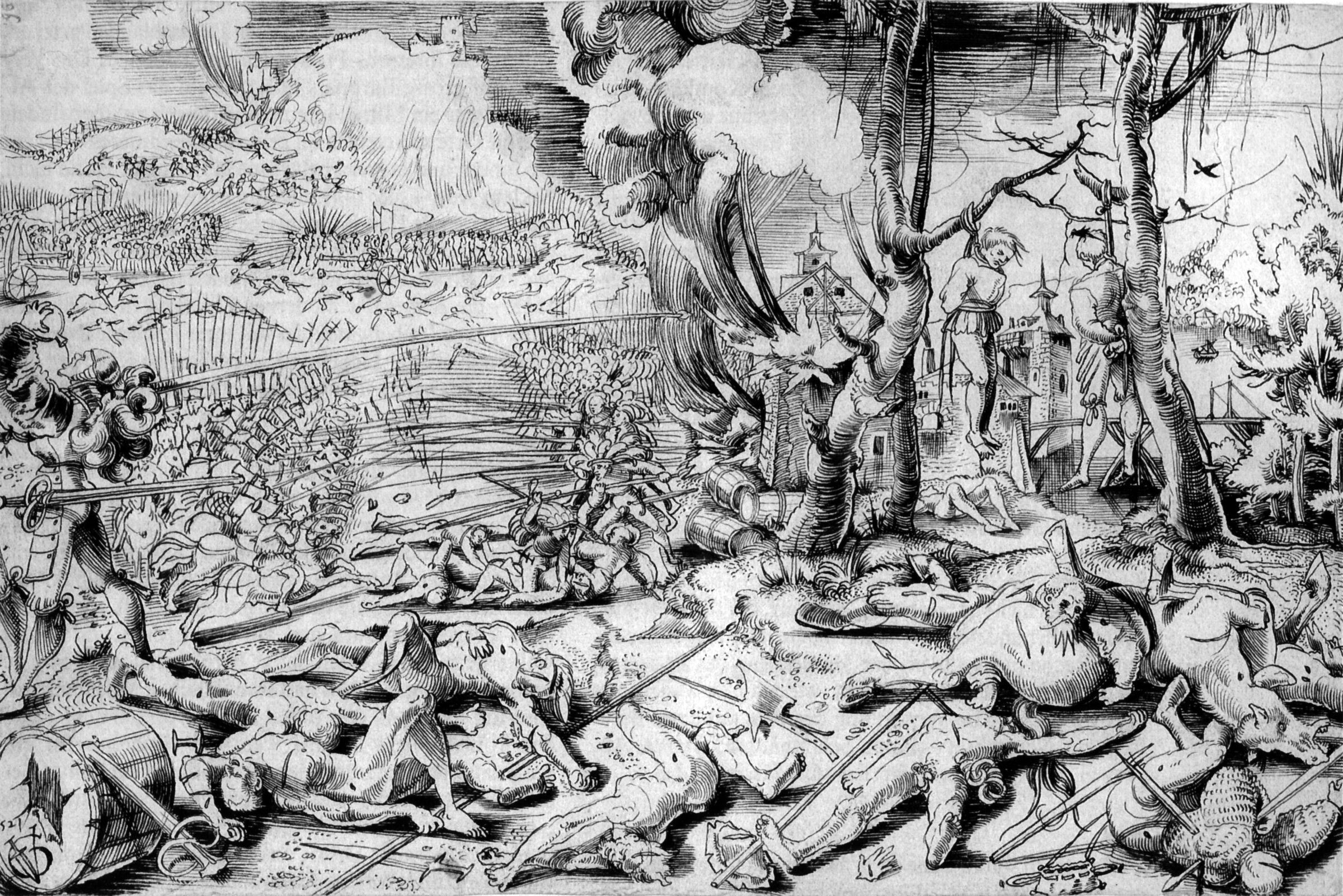
La battaglia di Marignano.

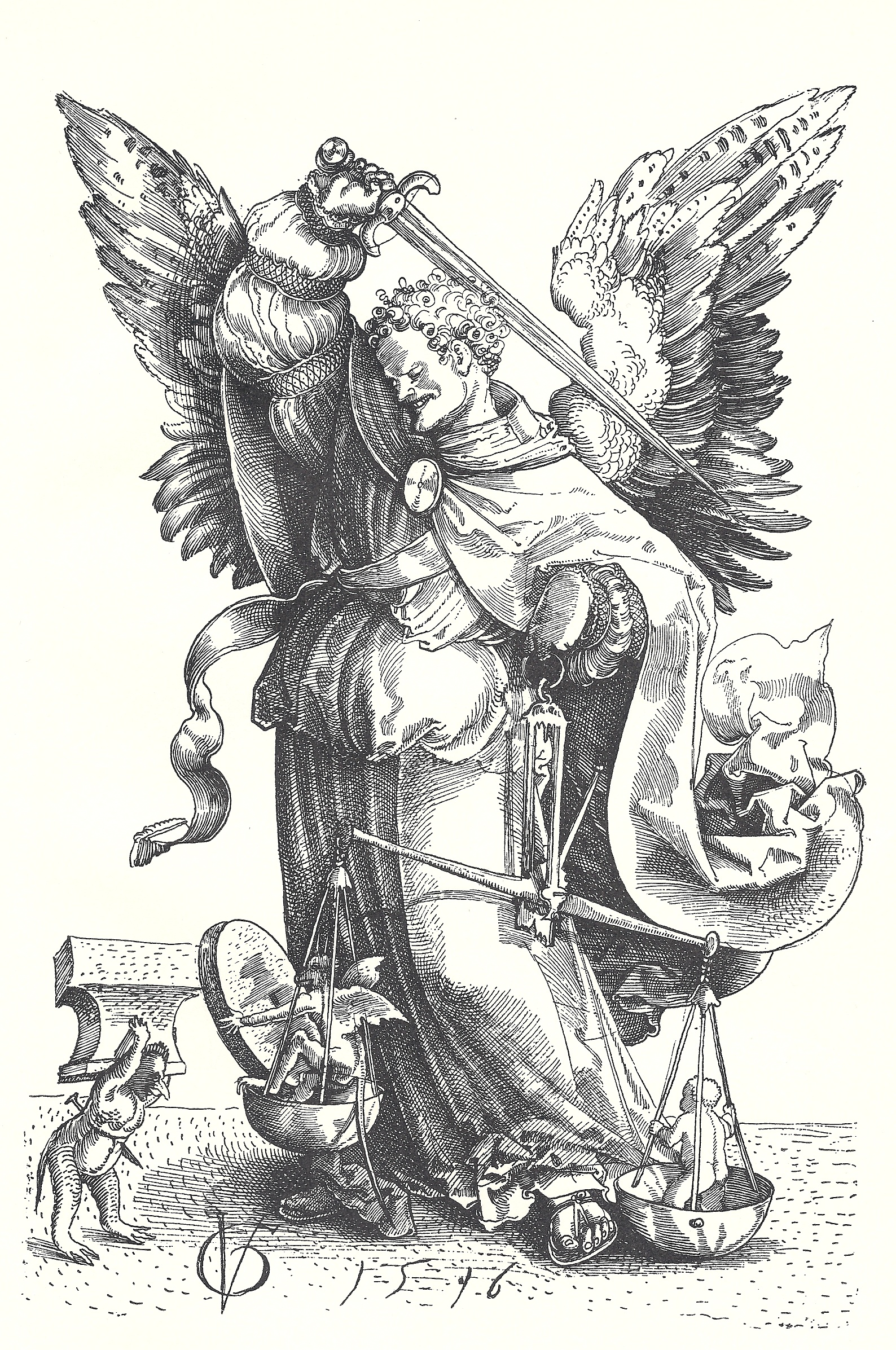
San Michele arcangelo pesa le anime.

Figlio di Hug, dopo aver imparato il mestiere presso il padre si trasferì a Strasburgo, dove lavorò come xilografo. A corto di mezzi economici, divenne garzone presso l'orafo di Zurigo Lienhart Triblin, poi nel 1509 si trasferì a Basilea.
Negli anni seguenti fu anche soldato mercenario e per colpa del suo temperamento venne incarcerato diverse volte: nel 1518 dovette addirittura fuggire dalla città e rifugiarsi presso il padre per evitare l'arresto in seguito al tentato omicidio di una prostituta. Rientrato a Basilea divenne incisore di monete.
Sono giunti fino a noi numerosissimi disegni preparatori per le opere di oreficeria che avrebbe poi realizzato, disegni per i quali è diventato famoso. Sono anche noti suoi disegni, realizzati fra il 1518 e il 1520, e destinati ad essere riprodotti su cuoio, nella tecnica del corame, detto anche "cuoio impresso".